# Rendsborg
 Der er for få eller ingen kildehenvisninger i denne artikel, hvilket er et problem. Du kan hjælpe ved at angive troværdige kilder til de påstande, som fremføres i artiklen.

Rendsborg (på dansk også Rensborg, tysk Rendsburg) er en by i det nordlige Tyskland, beliggende i Slesvig-Holsten ved Kielerkanalen og Ejderen, som den gamle hærvej krydsede her. Byen knytter sig både til Sydslesvig og Holsten og har ca. 28.000 indbyggere. (Webside ikke længere tilgængelig)

## Geografi
Rendsborgs gamle bydel ligger på en tidligere ø i Ejderen på grænsen mellem Sønderjylland (≈ Slesvig) og Holsten. Med udbygningen til fæstning i 1600- og 1700-tallet og senere udvidelser mistede Rendsborg efterhånden sin karakter som ø. Den indre by er nu omgivet af Øvre- og Nedre-Ejder samt bysøen. Øvre-Ejder har næsten søagtig karakter. Syd for Ejderen oprettedes i 1600-tallet bydelen Nyværk (Neuwerk). Nord for Ejderen opstod Kronværket (Kronwerk).
Med forstæderne Bydelstorp (Büdelsdorf), Fokbæk (Fockbek) og Borgsted (Borgstedt) nord for Rendsborg og Wester- og Osterrönfeld samt Schacht-Audorf syd for byen er indbyggerantallet i dag på omkring 70.000.
Forstaden Bydelstorp er især kendt for sin støbejernsindustri (Carlshütte), som ejedes af den gamle sønderjyske slægt Ahlmann.

## Historie

### Middelalderen
Rendsborg opstod i 1100-tallet på en ø i Ejderen omkring en borg, som påstås at være oprettet af Svend Estridsens søn Bjørn. Borgen blev bygget, hvor Hærvejen krydsede Ejderen. I 1199 nævnes byen første gang i kilderne under navnet Reinoldsborg. Øens tilhørsforhold til Danmark eller Tyskland har ofte været omdiskuteret. Efter flere ejerskifter mellem danske konger og holstenske grever blev byen 1252 tilkendt Holsten. Et år senere fik Rendsborg købstadsret. Byens økonomiske centrum lå ved bytorvet ved Møllegaden. Efter en stor bybrand i 1286 blev byområdet for første gang udvidet. Efterhånden bredte byen sig både nord og syd for Ejderen.

### Tidlig moderne tid
Ved hertugdømmernes deling i 1544 tilfaldt Rendsborg hertug Hans, men i 1581 skiftede byen til Holstens kongelige del. I årene 1536 til 1540 lod Christian 3. store byvolde opføre. Men voldene kunne ikke forhindre, at tyske tropper besatte byen under Trediveårskrigen i årene 1627 til 1629. Senere under Torstensson-krigen i 1644 og 1645 rykkede svenske tropper ind. Under den skånske krig erklærede Christian 5. Rendsborg som fæstningsby, og i de følgende år oprettedes fæstningerne Kronværk og Nyværk nord og syd for Ejderen. På fæstningens sydlige port opsattes 1670 Ejderstenen med indskriften Eidora Romani Terminus Imperii (Ejderen, det romerske riges grænse). Stenen blev nedtaget i 1806, da det tysk-romerske rige ophørte med at eksistere. Den findes nu på Tøjhusmuseet i København. For at få indbyggere til at bosætte sig i den nye bydel Nyværk udstedte kongen 1692 et privilegium om begrænset religionsfrihed for jøder (i et ellers rent luthersk område). Nyværk blev dermed en toleranceby lige som Frederiksstad eller Fredericia.
Centrum for Nyværk er Paradepladsen, hvorfra tropper kunne sendes til volde og bastioner omkring byen ad de gader, som stråler ud fra pladsen. På Paradepladsen ligger blandt andet kommandantboligen. Her døde Christian 7. i 1808 af et slagtilfælde, angiveligt lige efter at han havde set spanske hjælpetropper rykke ind i fæstningen. Fra det midterste vindue på bygningens 1. sal blev derefter Frederik 6. udråbt til ny konge af Danmark. På Paradepladsen finder man desuden fæstningens mægtige provianthus, fæstningens hovedvagt (nu restaurant) samt garnisonskirken, nu Kristkirken (Christkirche).
- Paradepladsen
- Kristkirken (de)

I 1784 indviedes Ejderkanalen, som udgik fra Rendsborg og forbandt den sejlbare del af Ejderen med Kiel Fjord. Herved blev det muligt for mindre skibe at undgå den farlige sejlads omkring Skagen. Kanalen var et for sin tid imponerende stykke vandbygningsarbejde. Nord for byens gamle by befandt sig en af i alt seks kanalsluser, som regulerede vandstanden mellem Ovre og Nedre Ejder (slusen blev tilkastet i 1937).

### I Helstaten
Indbyggertallet i Rendsborg var i 1769 3.586, i 1803 7.373, i 1835 9.947, i 1840 10.009, i 1845 10.338, i 1855 11.782 og i 1860 10.702 indbyggere.
De hjemmehørende handelsskibes antal og læstedrægtighed fremgår af nedenstående tabel:
| År   | Antal | kmcl   |
| ---- | ----- | ------ |
| 1832 | 92    | 960½   |
| 1833 | 98    | 1.071  |
| 1834 | 102   | 1.110  |
| 1835 | 101   | 1.127½ |
| 1836 | 110   | 1.276  |
| 1837 | 112   | 1.347  |
| 1838 | 105   | 1.280½ |
| 1839 | 117   | 1.561¼ |

Rendsborg var i 1800-tallet det danske monarkis vigtigste fæstning efter København. Oprøret i hertugdømmerne i 1848 begyndte i Rendsborg med prinsen af Nørs kup mod fæstningen og garnisonens overgivelse den 24. marts 1848. Efter Treårskrigen nedlagdes de store fæstningsanlæg.
I 1895 blev Ejderkanalen afløst af Kielerkanalen. Kanalen går nu lige syd om det egentlige Rendsborg og har gjort byen til en vigtig havne- og skibsværftsby.
I perioden 1911 til 1913 byggedes Rendsborg Højbro. Jernbanebroen er efterhånden blevet et af byens vartegn.

## Infrastruktur
Med sin beliggenhed ved Hærvejen og Eideren har byen altid været et trafikalt knudepunkt. Umiddelbart øst for byen passerer motorvejen A 7 (E45) hen over Kielerkanalen. Motorvejen har via motorvejskryds Rendsborg forbindelse til forbundsvejen 210, som fungerer som indfaldsvej til Rendsborg for trafikken til og fra syd og sydøst. Vest for byen forløber forbundsvejen 77 i en firesporet biltunnel under kanalen. Biltunnelen blev indviet i 1961. Fire år senere blev en cirka 130 meter lang fodgængertunnel indviet. Rulletrapperne ned til fodgængertunnelen er over 55 meter lange. Det tager cirka 3 minutter at komme ned i tunnelen.
Rendsborg er også baneknudepunkt med direkte forbindelser til Flensborg, Husum, Kiel og Hamborg. Sydfra kommende tog passerer kanalen over en op til 42 meter høj jernbanebro. For at få togene op i tilstrækkelig højde over kanalen byggedes i årene 1911-13 en cirka 7,5 kilometer lang Elliptisk sløjfe over den østlige bydel. Højden er påkrævet, for at de store skibe kan komme under. Under broen hænger en svævefærge, som transporterer personer og biler over kanalen. Færgen, der er gratis at benytte, sejler fire gange i timen og tilbagelægger 135 meter på cirka halvandet minut.

## Kultur og seværdigheder
De fleste af byens seværdigheder kan nås indenfor relativ kort til fods ved hjælp af den blå rute eller den blå linje (på tysk Blaue Linje). Linjen er en malet markering, der passerer de mest interessante steder og bygninger i den indre by. Den cirka 3,2 km lange rute starter ved torvet i midtbyen . Af byens seværdigheder kan blandt andet nævnes bymuseet og det jødiske museum i det såkaldte Dr. Bamberghus i Prinsessegade. Det jødiske museum omhandler jødernes historie i hertugdømmerne samt jødisk kunst og kulturhistorie. Museet er indrettet i byens tidligere synagoge. Ikke langt fra synagogen ligger bymuseet, som er indrettet i det tidligere danske arsenal i Nyværk. De byhistoriske udstillinger er suppleret med et lille trykkerimuseum.
Af kirker kan især nævnes Vor Frue Kirke fra 1287 og Kristkirken fra 1700. Vor Frue Kirke (Sankt Marienkirche) er Rendsborgs centrale middelalderkirke. Kirken blev omkring 1330/35 udvidet til en treskibet hallekirke med kor. Tårnet blev opført i 1454. Den korsformede Kristkirke blev opført i årene 1695-1700 og var oprindeligt tænkt som garnisonskirke for officerer og soldater på den danske kaserne. Arkitekten var Domenico Pelli. Kirkens indre er præget af dens højalter, den barokke døbefont fra 1700 og ikke mindst af kirkens kongeloge med udskårne stole. Logen var tiltænkt Frederik 4.. Kristkirken har plads til over 1000 mennesker. Byens nuværende danske kirke er fra 1966 og ligger lidt nord for midtbyen.
Ud over en dansk kirke råder byen over en dansk skole (Ejderskolen oprettet i 1952), to danske børnehaver samt et dansk forsamlingshus, som er indrettet i midtbyens gamle Amtmandsgård.

## Venskabsbyer
Rendsborgs venskabsbyer er
- Lancaster (England), siden 1968
- Vierzon (Frankrig), siden 1975
- Aalborg (Danmark), siden 1976
- Haapsalu (Estland), siden 1989
- Rathenow (Tyskland), siden 1990
- Kristianstad (Sverige), siden 1992
- Skien (Norge), siden 1995
- Racibórz (Polen), siden 1995

Hvert fjerde år får Rendsborg besøg af unge fra størsteparten af venskabsbyerne til sportsbegivenheden Europäische Jugendspiele, efter Aalborgs forbillede Ungdomslegene. Den er på omgang i Rendsborg, Lancester, Almere og Aalborg.

## Galleri
- Rendsborgs gamle rådhus
- Rendsborgs ældste borgerhus (Landsknægt)
- Pakhus ved Ejderkanalen
- Svævefærge under Kanalbroen
- Danske tropper bevogter jernbanebroen over Ejderen før udbruddet af krigen 1864